# Густав Адольф Гуго Дальстедт
Густав Адольф Гуго Дальстедт (швед. Gustav Adolf Hugo Dahlstedt або швед. Hugo Dahlstedt, 8 лютого 1856 — 2 жовтня 1934) — шведський ботанік.

## Біографія
Густав Адольф Гуго Дальстедт народився в Лінчепінгу 8 лютого 1856 року.
Дальстедт працював асистентом у Бергіанському ботанічному саду (швед. Bergianska Trädgården) та у ботанічному відділі Шведського музею природничої історії. У 1907 році Густав Адольф Гуго був удостоєний звання почесного доктора. Дальстедт займався вивченням рослин роду Кульбаба та рослин роду Нечуйвітер (лат. Hieracium). Він зробив значний внесок у ботаніку, описавши багато видів насіннєвих рослин.
Густав Адольф Гуго Дальстедт помер на острові Лідінгеландет 2 жовтня 1934 року.

## Наукова діяльність
Густав Адольф Гуго Дальстедт спеціалізувався на насіннєвих рослинах.

## Почесті
Рід рослин Dahlstedtia родини Метеликові був названий на його честь.